# 普莱尼塞特
普莱尼塞特（法語：Plénisette，法語發音：[plenizɛt]）是法国汝拉省的一个市镇，属于隆斯勒索涅区。

## 地理
普莱尼塞特（46°47'58"N, 6°1'16"E）面积2.61 平方千米，位于法国勃艮第-弗朗什-孔泰大區汝拉省，该省份为法国东部内陆省份，北起上索恩省，西北接科多尔省，西临索恩-卢瓦尔省，南至安省，东与杜省和瑞士接壤。
与普莱尼塞特接壤的市镇（或旧市镇、城区）包括：普莱尼斯、翁格利耶尔、米耶日。

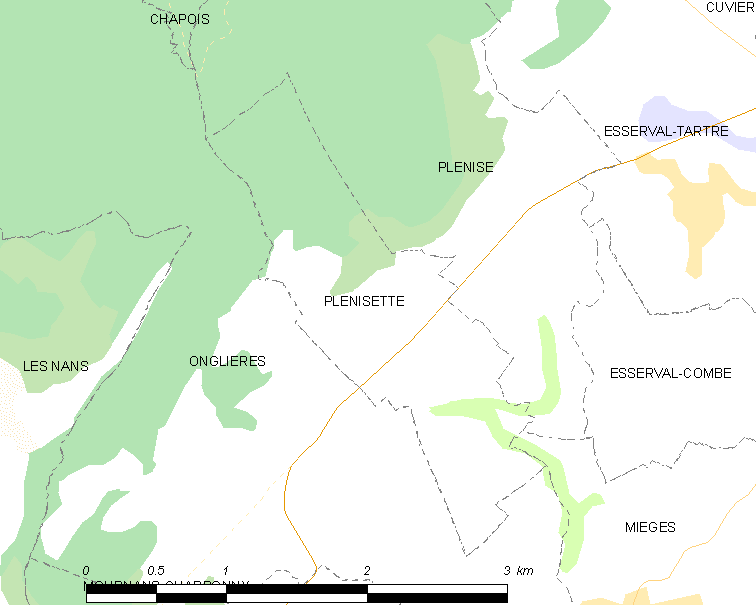
普莱尼塞特的OSM定位图

普莱尼塞特的时区为UTC+01:00、UTC+02:00（夏令时）。

## 行政
普莱尼塞特的邮政编码为39250，INSEE市镇编码为39428。

## 政治
普莱尼塞特所属的省级选区为圣洛朗昂格朗沃县。

## 人口

1962-2008年间普莱尼塞特人口变化图示

普莱尼塞特于2022年1月1日时的人口数量为21人。